# Moritz Kaposi
Moritz Kaposi (23 de octubre de 1837 en Kaposvár, Hungría - 6 de marzo de 1902 en Viena, Austria) fue un médico húngaro y dermatólogo, descubridor del tumor de piel que lleva su nombre (Sarcoma de Kaposi). 

## Biografía
Nacido en una familia judía, su apellido era originalmente Kohn, pero con su conversión al catolicismo en 1871 cambió a Kaposi, en referencia a su ciudad de nacimiento. 
En 1855 comenzó a estudiar medicina en la Universidad de Viena, doctorándose en 1859. En su tesis, titulada Dermatologie und Sífilis (1866) hizo una importante contribución a este campo. Kaposi fue nombrado profesor de la Universidad de Viena en 1875, y en 1881 se convirtió en miembro de la junta directiva del Hospital General de Viena y director de su clínica de las enfermedades de la piel.
Junto con su mentor y suegro, Ferdinand Ritter von Hebra, fue el autor del libro Lehrbuch der Hautkrankheiten (Libro de texto de enfermedades de la piel) en 1878. Sin embargo, el trabajo fundamental de Kaposi fue Pathologie und Therapie der Hautkrankheiten en Vorlesungen für praktische Ärzte und Studierende (Patología y terapia de enfermedades de la piel en conferencias para médicos en práctica y estudiantes), publicado en 1880, que se convirtió en uno de los libros más importantes en la historia de la dermatología, siendo traducido a varios idiomas. Se le atribuye la descripción de la xerodermia pigmentosa, un raro trastorno genético conocido ahora por ser causa de defectos en reparación de escisión de nucleótidos ("Ueber Xerodermia Pigmentosum. Medizinische Jahrbücher, Wien, 1882: 619-633"). Entre otras enfermedades, Kaposi fue el primero en estudiar el liquen scrofolosorum y el lupus eritematoso. En total, publicó más de 150 libros y artículos. 

## Sarcoma de Kaposi
Su nombre entró en la historia de la medicina en 1872, cuando describió por primera vez el sarcoma de Kaposi, un cáncer de piel, que había descubierto en cinco ancianos pacientes masculinos y que fue inicialmente llamado "sarcoma pigmentado múltiple idiopático". Más de un siglo después, la aparición de esta enfermedad en los jóvenes homosexuales en Nueva York, San Francisco y otras ciudades costeras en  Estados Unidos, fue uno de los primeros indicios de la aparición del sida.  

## Obra
- Lehrbuch der Hautkrankheiten (1878, con Ferdinand von Hebra)

- Pathologie und Therapie der Hautkrankheiten in Vorlesungen für praktische Ärzte und Studierende (1880)

- Pathologie und Therapie der Syphilis (1881)

- Handatlas der Hautkrankenheiten (1879)

- Idiopathisches multiples Pigmentsarkom der Haut (1872)  Arch Dermatol Syph 4: 265-73 (artículo original que describe el sarcoma de  Kaposi)

- Traducción en inglés del artículo anterior: Kaposi M. Idiopathic multiple pigmented sarcoma of the skin. CA Cancer J Clin 1982;1982(32):342-7 (en inglés)

- Datos: Q551538
- Multimedia: Moritz Kaposi / Q551538